# Milešovice
Milešovice (deutsch Mileschowitz, früher Milleschowitz) ist eine Gemeinde in Tschechien. Sie liegt acht Kilometer südlich von Slavkov u Brna und gehört zum Okres Vyškov.

## Geographie
Milešovice befindet sich in den nördlichen Ausläufern des Ždánický les am Rande des gleichnamigen Naturparks. Das Dorf erstreckt sich am nördlichen Fuße des Hügels Na Skalách (332 m) in der Mulde eines kleinen Baches. Im Nordosten erhebt sich der Dřínový kopec, östlich der Bory (306 m) und südöstlich die Písečná (374 m). Gegen Südosten befindet sich die mittelalterliche Wüstung Mezilesice und östlich im Tal des Baches Milešovický potok eine Kaskade von fünf Stauweihern; an den beiden unteren und zugleich größten, dem Horáček und Nový rybník wurde eine Ferienhüttensiedlung angelegt.
Nachbarorte sind Hrušky und Vážany nad Litavou im Norden, Nížkovice im Nordosten, Kobeřice u Brna im Osten, Zdravá Voda, Uhřice und Dambořice im Südosten, Lovčičky im Süden, Šinkovický Dvůr und Těšany im Südwesten, Otnice im Westen sowie Šaratice und Kavriánov im Nordwesten.

## Geschichte
Das Dorf entstand wahrscheinlich zu Zeiten des Großmährischen Reiches und ist nach einem Mileš benannt. Die erste schriftliche Erwähnung von Milešovice erfolgte im Jahre 1141.
Seit 1210 ist das Dorf Mezilesice nachweisbar. Diese Ortschaft befand sich in einem kleinen Tal am nordöstlichen Fuße der Písečná im Steinitzer Wald und erlosch noch im Mittelalter. In Milešovice befand sich auf der Flur Na Homoli eine Feste. Zu den wechselnden Besitzern gehörte um 16. Jahrhundert u. a. das Vladikengeschlecht von Věžník. Seit 1569 ist ein Ortsrichter nachweisbar. Im Jahre 1605 erwarb Ulrich von Kaunitz die Güter und schlug sie seiner Herrschaft Austerlitz zu. Zu dieser Zeit bestand das Dorf aus 41 Anwesen. Nördlich des Dorfes wurde der Milešovický potok mehrfach gestaut; an der Kaskade der Teiche Starý rybník, Prostřední rybník, Mlýnský rybník, Třicátník und Jezero lag zwei Kilometer nordwestlich von Milešovice die Zouvalka-Mühle. Während des Dreißigjährigen Krieges verödeten zahlreiche der Wirtschaften. Bis 1633 war das Dorf nach Lovčičky gepfarrt und nach dem Erlöschen der dortigen Pfarre wurde es dem Pfarrsprengel Otnice zugeordnet. Seit 1775 ist die Existenz einer der Ortsgemeinde gehörigen Schmiede überliefert. 1787 legte ein Großfeuer das ganze Dorf mit Ausnahme des Meierhofes in Schutt und Asche. Ab 1786 gehörte Milešovice zur neu eingerichteten Lokalie Lovčičky, diese erlosch 1796 nach dem Weggang des Pfarrers wieder und das Dorf gehört seitdem wieder zur Pfarre Otnice. Im 18. Jahrhundert erwarben die Fürsten von Liechtenstein Milešovice und schlossen die Güter an die Herrschaft Ždánice an. Die meisten der Teiche wurden trockengelegt und das Tal Mlýnská dolina in Ackerland umgewandelt. 1831 starben 29 Einwohner an der Cholera. Ein weiterer Choleraausbruch im Jahre 1848 forderte 18 Opfer.
Nach der Aufhebung der Patrimonialherrschaften bildete Milešovice ab 1850 eine Gemeinde in der Bezirkshauptmannschaft Wischau. 1866 wurde das Dorf erneut von der Cholera heimgesucht, dabei verstarben 35 Personen. Der Müller Žandovský verkaufte die Zouvalka-Mühle an die Herrschaft. Nachfolgend wurde auch der Mühlteich abgelassen und die stillgelegte Mühle schließlich 1878 als Baumaterial für den Schulbau abgebrochen. Die beiden Windmühlen auf den Fluren Mlýnské und Podsedky wurden gleichfalls abgetragen. Die Freiwillige Feuerwehr gründete sich 1888; die 1896 angeschaffte Feuerspritze ist erhalten. Im Jahre 1893 wurde der Friedhof angelegt. Beim Zensus von 1921 lebten in den 177 Häusern von Milešovice 818 Menschen. In den 1930er Jahren wurden um Milešovice mehrere Weinberge angelegt. Zwischen 1949 und 1960 gehörte die Gemeinde zum Okres Slavkov und kam nach dessen Aufhebung zum Okres Vyškov zurück. 1982 wurde der Kindergarten eingeweiht. Die Gemeinde Milešovice führt seit 1996 ein Wappen und seit 2000 auch ein Banner.

## Gemeindegliederung
Für die Gemeinde Milešovice sind keine Ortsteile ausgewiesen.

## Sehenswürdigkeiten
- Kapelle der hl. Anna, erbaut 1866–1869
- Nischenkapelle der Jungfrau Maria, errichtet am südlichen Ortsausgang als Dank für das Ende der Cholera und Pest
- mehrere Wegekreuze
- Denkmal für die Opfer des Ersten Weltkrieges, geschaffen 1920
- Denkmal für die Opfer des Zweiten Weltkrieges, errichtet 1946
- Naturpark Ždánický les